# Darja Varfolomeev
Darja Varfolomeev (née le 4 novembre 2006 à Barnaoul) est une gymnaste rythmique allemande. Elle est championne du monde de gymnastique rythmique en 2022 en massues et médaillée d'argent du concours général.

## Biographie

### Jeunesse
Darja Varfolomeev naît à Barnaoul, en Russie. Son grand-père est originaire d'Allemagne, ce qui lui permet d'obtenir à la fois la nationalité russe et la nationalité allemande. Elle commence la gymnastique rythmique très jeune en Russie puis déménagé en Allemagne en 2018. Sa coach est la Biélorusse Yulia Raskina, médaillée d'argent olympique en 2000.

### Junior
Elle se classe 15e de l'épreuve par équipe avec Margarita Kolosovlors des premiers Championnats du monde juniors de gymnastique rythmique à Moscou en 2019. Elle se classe également 15e aux qualifications des massues, qui était les seuls engins avec lesquels elle a concouru.

### Senior
Elle fait ses débuts dans la catégorie senior en 2022, à la coupe du monde de Tachkent, où elle remporte la médaille de bronze au concours général. Elle remporte une autre médaille de bronze dans la finale du cerceau, deux d'argent dans les finales du ballon et du ruban et se classe 4e avec les massues. Entre le 20 et le 22 mai 2022, elle participe à la World Challenge Cup Pampelune où elle prend la 4e place du concours général. Elle remporte également deux médailles d'or dans les finales du ballon et du ruban et prend la 4e place dans la finale des massues.
Darja continue à récolter des médailles à la World Challenge Cup de Portimão, où elle remporte l'argent au concours général derrière l'Israélienne Adi Asya Katz . Elle remporte trois autres médailles en finale : deux d'or avec ballon et massues et une d'argent avec cerceau. En juin 2022, elle participe aux Championnats d'Europe à Tel-Aviv, aux côtés de Margarita Kolosov, du groupe senior et des deux juniors Lada Push et Anna Maria Shatokhin, elle remporte deux médailles de bronze au ballon et aux massues. Fin août, elle participe à la Coupe du monde à Cluj-Napoca, étant 6e au concours général, 4e au ballon et 4e aux massues. Darja est également sélectionnée pour les Championnats du monde à Sofia avec Margarita Kolosov et le groupe senior, là-bas, elle rentre dans l'histoire en remportant l'or en finale des massues, l'argent au concours multiple, dans la catégorie par équipe et avec le ballon ainsi que le bronze avec cerceau.
En 2023, elle montre sa routine aux massues lors de la première étape du championnat italien des massues, où elle concoure pour Motto Viareggio. Après une opération au pied en décembre 2022, Darja ne concoure qu'avec deux engins dans le tournoi Fellnach-Schmiden, où  elle remporte l'or en finale du ballon et des massues.
Aux Jeux olympiques d'été de 2024, pour sa première participation, Darja Varfolomeev remporte la médaille d'or au concours général individuel. Elle est également la première championne olympique allemande de gymnastique rythmique.

## Réalisations
- Première gymnaste rythmique allemande à remporter une médaille dans une finale individuelle par engin aux Championnats d'Europe depuis 1980, faisant d'elle la première gymnaste rythmique allemande à remporter une médaille dans une finale individuelle par engin aux Championnats d'Europe après la réunification de l'Allemagne.
- Première gymnaste rythmique allemande à remporter deux médailles dans des finales individuelles par engin aux Championnats d'Europe.
- Première gymnaste rythmique allemande à remporter une médaille dans une finale individuelle par engin aux Championnats du monde depuis 1977, faisant d'elle la première gymnaste rythmique allemande à remporter une médaille aux Championnats du monde après la réunification de l'Allemagne.
- Première gymnaste rythmique allemande à remporter une médaille d'or dans une finale individuelle par engin aux Championnats du monde depuis 1975, faisant d'elle la première gymnaste rythmique allemande à devenir championne du monde après la réunification de l'Allemagne.
- Première gymnaste rythmique allemande à remporter une médaille dans une finale du concours multiple aux Championnats du monde depuis 1975, faisant d'elle la première gymnaste rythmique allemande à y parvenir après la réunification de l'Allemagne.

## Informations musicales de ses routines
| Année | Appareil | Titre de la musique                                            |
| ----- | -------- | -------------------------------------------------------------- |
| 2023  | Cerceau  | John Drops In par John Powell                                  |
| 2023  | Ballon   | Mercy (Remix) par Duffy                                        |
| 2023  | Massues  | On the Floor de Jennifer Lopez avec Pitbull                    |
| 2023  | Ruban    |                                                                |
| 2022  | Cerceau  | John Drops In par John Powell                                  |
| 2022  | Ballon   | Mercy (Remix) par Duffy                                        |
| 2022  | Massues  | Calabre / Destination Calabre par Alex Gaudino, Crystal Waters |
| 2022  | Ruban    | Doowit de Pharrell Williams                                    |
| 2021  | Cerceau  | John Drops In par John Powell                                  |
| 2021  | Ballon   | Ojos Así (Thunder Mix) de Shakira                              |
| 2021  | Clubs    | On the Floor de Jennifer Lopez avec Pitbull                    |
| 2021  | Ruban    | Le Duel par Havasi                                             |
| 2020  | Corde    | Ride de ZZ WARD avec Gary Clark jr                             |
| 2020  | Ballon   | Ojos Así (Thunder Mix) de Shakira                              |
| 2020  | Massues  | On the Floor de Jennifer Lopez avec Pitbull                    |
| 2020  | Ruban    |                                                                |
| 2019  | Corde    |                                                                |
| 2019  | Ballon   | Ojos Así (Thunder Mix) de Shakira                              |
| 2019  | Massues  | Tico Tico de Dalida                                            |
| 2019  | Ruban    |                                                                |

## Palmarès
| Internationaux : Séniors | Internationaux : Séniors           | Internationaux : Séniors | Internationaux : Séniors | Internationaux : Séniors | Internationaux : Séniors | Internationaux : Séniors | Internationaux : Séniors |
| Année | Événement                          | AA                       | Équipe                   | Cerceau                  | Ballon                   | Massues                  | Ruban                    |
| --- | ---------------------------------- | ------------------------ | ------------------------ | ------------------------ | ------------------------ | ------------------------ | ------------------------ |
| 2023 | Championnats d'Europe              | 4e                       | 5e                       | 12e (Q)                  | 5e                       | 5e                       | 1er                      |
| 2023 | Gymnastique Internationale[Quoi ?] |                          |                          |                          | 1er                      | 1er                      |                          |
| 2022 | Championnats du monde              | 2e                       | 2e                       | 3e                       | 2e                       | 1er                      | 10e (Q)                  |
| 2022 | World Challenge Cup Cluj-Napoca    | 6e                       |                          | 9e (Q)                   | 4e                       | 4e                       | 9e (Q)                   |
| 2022 | Championnats d'Europe              | 5e                       | 5e                       | 9e (Q)                   | 3e                       | 3e                       | 6e                       |
| 2022 | World Challenge Cup Portimão       | 2e                       |                          | 2e                       | 1er                      | 1er                      | 5e                       |
| 2022 | World Challenge Cup Pampelune      | 4e                       |                          | 12e (Q)                  | 1er                      | 4e                       | 1er                      |
| 2022 | Coupe du monde Tachkent            | 3e                       |                          | 3e                       | 2e                       | 4e                       | 2e                       |
| Internationaux : juniors |                                    |                          |                          |                          |                          |                          |                          |
| Année | Événement                          | AA                       | Équipe                   | Corde                    | Ballon                   | Massues                  | Ruban                    |
| 2019 | Championnats du monde juniors      |                          | 15e                      |                          |                          | 15e (Q)                  |                          |
| Nationale : Séniors |                                    |                          |                          |                          |                          |                          |                          |
| Année | Événement                          | AA                       | Équipe                   | Cerceau                  | Ballon                   | Massues                  | Ruban                    |
| 2022 | Championnats d'Allemagne           | 1er                      |                          | 1er                      | 1er                      | 1er                      | 3e                       |
| Nationale : juniors |                                    |                          |                          |                          |                          |                          |                          |
| Année | Événement                          | AA                       | Équipe                   | Cerceau                  | Ballon                   | Massues                  | Ruban                    |
| 2021 | Championnats d'Allemagne juniors   | 1er                      |                          | 1er (Q)                  | 1er (Q)                  | 1er (Q)                  | 2e (Q)                   |
| Année | Événement                          | AA                       | Équipe                   | Corde                    | Ballon                   | Massues                  | Ruban                    |
| 2019 | Championnats d'Allemagne juniors   | 1er                      |                          | 2e                       | 1er                      | 2e                       | 1er                      |
| Q = Qualifications (n'a pas atteint la finale par épreuve en raison de la règle des 2 gymnastes par pays, seulement les 8 meilleurs scores, aucune finale par épreuve n'a eu lieu ); WD = Retiré |                                    |                          |                          |                          |                          |                          |                          |

## Controverse
En 2024, le quotidien ukrainien The Kyiv Independent rapporte que Darja Varfolomeev a participé à une compétition controversée en 2021, en Crimée alors occupée et annexée par la Russie.